# 루프 올레 소아가
루프 올레 소아가 (Lupe o le Soaga)는 사모아의 축구 클럽이다.
사모아 아피아의 투아나이마토라는 곳을 연고지로 두고 있다. 현재 사모아 내셔널 리그에서 활동하고 있는 팀이다.

## 역사
루프 올레 소아가는 RSSSF의 기록에 따르면 2003년에 사모아 내셔널 리그에 참가한 전력이 있다. 2003 시즌에 그들은 루프 올레 소아가 울트라테크(Lupe Ole Soaga Ultratech)라는 이름으로 2003 시즌 7위를 기록했다. 2010-11 시즌에 사모아 축구 리그의 2부 리그에 해당하는 1부 디비전에서 활동했으며, 당시 바이모소 SC에 이어 준우승을 차지하여 다음 시즌인 2012-13 시즌부터 1부 리그인 사모아 내셔널 리그에서 활동하게 되었다. 2012-13 시즌에 그들은 19승 2무 1패라는 경이로운 성적으로 리그 우승을 차지했다. 또한 사모아 컵 결승전에서 키위 FC를 상대로 선제골을 허용하였지만 페널티 킥으로 동점을 만들고, 연장 후반에 역전 골을 넣는 등 접전 끝에 2-1 승리, 우승을 차지하여 승격 첫 해에 더블을 달성했다. 하지만 루프 올레 소아가 여성 팀은 2012-13 사모아 여성 팀 컵 대회에서 패배하여 준우승을 차지하였다.

## 역대 순위
- 1979 ~ 2002 : 참가하지 않음
- 2003 : 7위
- 2004 : 2위
- 2005 ~ 2009-10 : 알려지지 않음 (강등)
- 2010-11 : 2부 리그 2위 (승격)
- 2011-12 : 알려지지 않음
- 2012-13 : 1위 (우승)
- 2013-14 : 알려지지 않음
- 2014-15 : 1위 (우승)
- 2016 : 1위 (우승)
- 2017 : 1위 (우승)

## 역대 우승
- 사모아 내셔널 리그: 7

2012-13
2014-15
2016
2017
2019
2020
2021
- 사모아 컵: 1

2012-13

## 코칭스태프 명단
| 직책        | 이름                |
| ----------- | ------------------- |
| 감독        | 폴 우아레시         |
| 수석 코치   | 베니코 아 콜트      |
| 팀 매니저   | 라이 타우티아가     |
| 부매니저    | 마타이오 토에투     |
| 골키퍼 코치 | 카레티 소아파       |
| 단장        | 빅터 라파라파       |
| 부단장      | 마이셀리 파아살렐레 |
| 트레이너    | 솔리아이 레투투사   |

## 선수 명단

### 현역
이 선수 명단은 OFC 챔피언스리그 2018 당시의 선수 명단이다.

참고: FIFA 자격 규정에 따라 소속된 국가대표팀 국기를 표시합니다. 선수는 복수의 FIFA 비회원국 국적을 가지고 있을 수 있습니다.
| 번호 | 포지션 | 국적   | 이름                |
| ---- | ------ | ------ | ------------------- |
| 1    | GK     | 사모아 | 파알라벨라베 마타기 |
| 2    | DF     | 사모아 | 바알리이 파알로고   |
| 3    | MF     | 사모아 | 스펜서 켈리         |
| 4    | DF     | 사모아 | 비토 랄로아타       |
| 5    | DF     | 사모아 | 타우아티 타노아이   |
| 6    | MF     |        | 마이클 피피         |
| 7    | MF     | 사모아 | 라우리 레투투사     |
| 8    | MF     | 사모아 | 대런 탈릴라이       |
| 9    | MF     | 사모아 | 사무엘루 말로       |
| 10   | FW     | 사모아 | 라파라파 토니       |
| 11   | FW     | 사모아 | 수이바이 아타가     |
| 12   | MF     | 사모아 | 카레티 사오파       |

| 번호 | 포지션 | 국적       | 이름            |
| ---- | ------ | ---------- | --------------- |
| 13   | MF     | 사모아     | 바아 타우알라이 |
| 14   | FW     | 사모아     | 알버트 벨       |
| 15   | GK     | 사모아     | 파아푸아 아타가 |
| 16   | DF     | 사모아     | 앤드류 세테파노 |
| 17   | MF     | 나이지리아 | 켄 케레위       |
| 18   | FW     | 사모아     | 버드 바가이아   |
| 19   | MF     | 사모아     | 시한 에르빌     |
| 20   | FW     | 사모아     | 루키 고쉬       |
| 21   | MF     | 사모아     | 케빈 아 쿠오이  |
| 22   | GK     | 사모아     | 에티 파투       |
| 23   | DF     | 사모아     | 존웨슬리 테오   |